# Yashir Islame
	Yashir Armando Pinto Islame (* 6. Februar 1991 in Santiago de Chile), bekannt als Yashir Islame (arabisch ياسر إسلامي, DMG Yāsir Islāmī), ist ein chilenisch-palästinensischer Fußballspieler.

## Karriere

### Verein
Yashir Islame erlernte das Fußballspielen in der Jugendmannschaft des CSD Colo-Colo in der chilenischen Hauptstadt Santiago de Chile. Hier unterschrieb er 2008 auch seinen ersten Vertrag. Der Verein spielte in der ersten Liga des Landes, der Primera División. In seinen ersten beiden Jahren bei Colo-Colo wurde er zweimal Meister. Von Juli 2010 bis November 2011 wurde er an den Ligakonkurrenten Deportivo Ñublense nach Chillán verliehen. Für Deportivo absolvierte er 14 Erstligaspiele. 2012 spielte er ebenfalls auf Leihbasis beim FC Edmonton. Das im Jahr 2010 gegründete kanadische Fußball-Franchise aus Edmonton, Alberta, spielte in der North American Soccer League. 21-mal stand er für Edmonton auf dem Spielfeld. Von Januar 2013 bis Juni 2014 spielte er bei den chilenischen Vereinen Lota Schwager und AC Barnechea. Beide Vereine spielten in der zweiten Liga, der Primera División B. Am 1. August 2014 ging er nach Europa. Hier unterschrieb er in Deutschland einen Vertrag beim Bahlinger SC. Der Verein, der in Bahlingen am Kaiserstuhl beheimatet ist, spielte in der Oberliga Baden-Württemberg. Für Bahlingen bestritt er 19 Oberligaspiele. Von Januar 2015 bis Juni 2015 war Islame vertrags- und vereinslos. Am 1. Juli 2015 verpflichtete ihn der chilenische Zweitligist CDP Curicó Unido aus Curicó. Nach 22 Zweitligaspielen ging er Mitte 2016 nach Asien, wo er in Malaysia einen Vertrag bei Melaka United unterschrieb. Mit dem Verein aus Malakka wurde er am Ende der Saison malaysischer Meister. Die Saison 2017 stand er beim Ligakonkurrenten Perak FC in Ipoh unter Vertrag. 2018 kehrte er in seine Heimat zurück. Das erste Halbjahr spielte er für seinen ehemaligen Verein CDP Curicó Unido, das zweite Halbjahr stand er beim Zweitligisten Coquimbo Unido unter Vertrag. Mit dem Verein aus Coquimbo feierte er am Ende der Saison die Zweitligameisterschaft. 2019 ging er wieder nach Malaysia. Hier verpflichtete ihn der Erstligist Perak FC II. Nach 21 Erstligaspielen wechselte er im Januar 2020 nach Indonesien. Hier stand er bis Mitte Februar 2021 beim PS Barito Putera unter Vertrag. Der Klub aus Banjarmasin spielte in der ersten indonesischen Liga, der Liga 1. Für Barito absolvierte er drei Erstligaspiele. Rangers de Talca, ein Zweitligist aus Chile, verpflichtet ihn Mitte Januar 2021. Im Juli 2021 wechselte er nach Thailand, wo ihn der Erstligist Khon Kaen United FC aus Khon Kaen unter Vertrag nahm. Für den Verein absolvierte er 29 Erstligaspiele und schoss vier Tore. Nach der Saison wurde sein Vertrag nicht verlängert und er wechselte zum Negeri Sembilan FC  in die Malaysia Premier League. Hier stand er bis Anfang Februar 2023 unter Vertrag. Am 3. Februar 2023 unterschrieb er in seiner Heimat einen Vertrag beim CD Universidad de Concepción. Mit dem Verein aus Concepción spielte er 16-mal in der zweiten Liga. Zu Beginn der Saison 2023/24 ging er ein zweites Mal nach Thailand, wo er einen Vertrag beim Erstligaaufsteiger Trat FC in Trat unterschrieb. Nach 13 Erstligaspielen wechselte er im Januar 2024 auf Leihbasis zum ebenfalls in der ersten Liga spielenden Police Tero FC. Am Ende der Saison 2023/24 belegte er mit Police Tero den 15. Tabellenplatz und musste somit in die zweite Liga absteigen. Nach der Ausleihe kehrte er nach Trat zurück. Hier wurde sein Vertrag jedoch nicht verlängert. Im Juli 2024 nahm ihn der Erstligaaufsteiger Rayong FC unter Vertrag. Nach zehn Ligaspielen wurde sein Vertrag nach der Hinrunde im Dezember 2024 nicht verlängert. Zur Rückrunde 2024/25 schloss er sich dem Zweitligisten Ayutthaya United FC an. Am Ende der Saison 2024/25 feierte er mit Ayutthaya die Vizemeisterschaft der zweiten Liga sowie den Aufstieg in die erste Liga.

### Nationalmannschaft
Zwischen 2009 und 2011 spielte Islame insgesamt 31 Mal für diverse chilenische Jugendnationalmannschaften und schoss dabei 17 Tore. Mit der U-20-Auswahl nahm er an der U-20-Südamerikameisterschaft 2011 teil und erreichte dort den 5. Platz. Yashir Islame absolvierte von 2016 bis 2019 20 Partien in der A-Nationalmannschaft von Palästina und erzielte dabei sieben Treffer. Mit dem Team nahm er 2019 an der Asienmeisterschaft in den Vereinigten Arabischen Emiraten teil. Hier wurde man Gruppendritter und schied nach der Vorrunde aus.

## Erfolge
CSD Colo-Colo
- Primera División: 2008 (Clausura), 2009 (Clausura)

Melaka United
- Malaysischer Zweitligameister: 2016

Coquimbo Unido
- Primera División B: 2018

Ayutthaya United FC
- Thailändischer Zweitligavizemeister: 2024/25  ▲